# Karel Effa
Karel Effa (ur. 23 maja 1922 w Pradze, zm. 11 stycznia 1993 w Pradze) – czeski aktor. Pojawił się w około 65 filmach.

## Wybrana filmografia
- 1952: Dumna królewna
- 1955: Orkiestra z Marsa
- 1959: Majowe gwiazdy
- 1963: Gdy przychodzi kot
- 1964: Lemoniadowy Joe
- 1966: Kto chce zabić Jessii?
- 1967: Skradziony balon
- 1968: Šíleně smutná princezna
- 1970: Na komecie
- 1970: Panowie, zabiłem Einsteina
- 1970: Trup w każdej szafie
- 1970: Jest pan wdową, proszę pana!
- 1976: Cyrk w cyrku
- 1977: Adela jeszcze nie jadła kolacji
- 1985: Pani Zima
- 1985: Fałszywy książę